# メヘレン収容所
メヘレン親衛隊中継収容所（SS-Sammellager Mechelen）は、ナチス・ドイツが第二次世界大戦中に占領したベルギーのメヘレンに設置したユダヤ人移送のための中継収容所である。ベルギーのユダヤ人はこの収容所へ集められた後、東部の絶滅収容所へと移送された。

## 収容所の歴史
ベルギー・ユダヤ人を東部の収容所へ移送するための中継収容所として1942年夏にメヘレンに設置された。収容所はメヘレン旧市街にある兵舎として使用されていたバラックを利用して作られた。メヘレンはユダヤ人移送収容所を作るのに最適な町と考えられていた。ベルギー・ユダヤ人人口が集中しているアントウェルペンとブリュッセルの間に位置しており、またメヘレンの町が東部への良い線路を持っていたためである。
収容所は有刺鉄線によって囲まれた三階建ての建物一つから成っていた。そこはダイル川(nl:Dijle)に近く、町の人口密集地域に位置していた。収容所の看守はほとんどがドイツ人であったが、一部補助としてベルギー人もいた。
1942年7月27日にアントウェルペンから最初のユダヤ人囚人がここに移送されてきて以降、ユダヤ人の東部移送への中継収容所としての役割を果たした。1942年8月4日から1944年7月31日までの間に28回の移送が行われ、メヘレン収容所から移送されたユダヤ人の総数は25,257人に及ぶ。行先はほとんどがアウシュヴィッツ＝ビルケナウ強制収容所であった。
レジスタンスの活動によりユダヤ人移送列車は何度か脱線し、その際に乗せられていたユダヤ人の中には脱走に成功した者も若干いる。
連合軍が接近してくるとドイツ当局はメヘレン収容所を閉鎖した。今日この地は民間の住宅地となっており、また「追放とレジスタンスのユダヤ人博物館」が存在している。